# Tony Alva

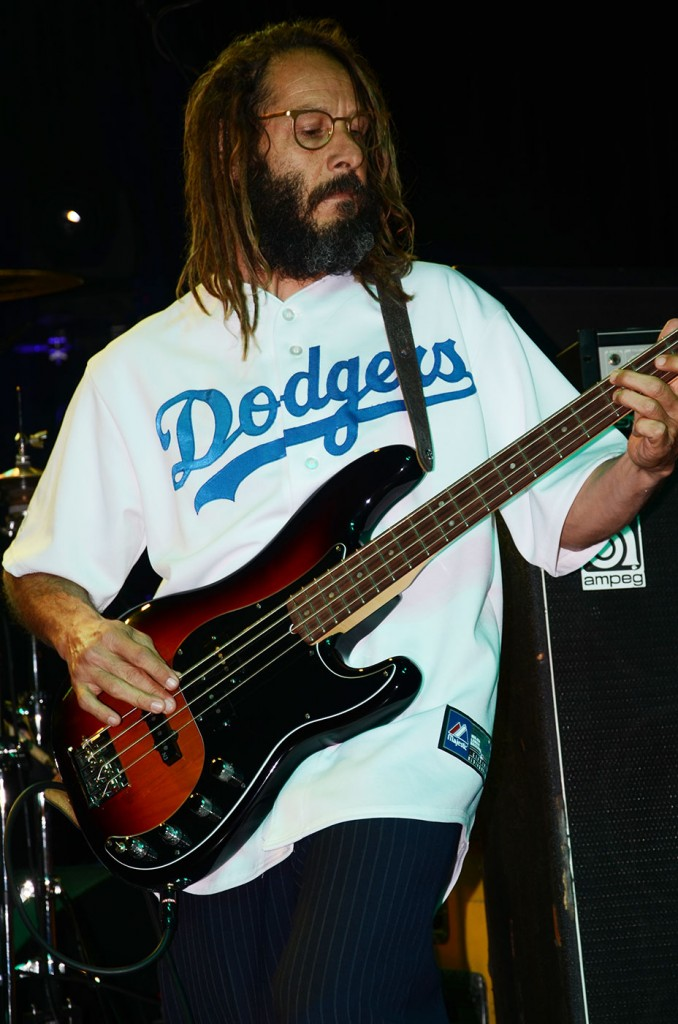
Tony Alva (2012)

Tony Alva (* 2. September 1957 in Santa Monica, Kalifornien) ist ein US-amerikanischer Profiskater, Unternehmer und Musiker. Er war ein Mitglied der ursprünglichen Z-Boys und der erste Skateboard-Weltmeister überhaupt. Alva gilt als Pionier des Vert-Style; das Transworld Skateboarding Magazine führt ihn auf der Liste der einflussreichsten Skateboarder aller Zeiten auf Platz acht.

## Leben
Alva kam aus einer relativ strengen Familie und bekam im Jahr 1968 ein Surf- sowie ein Skateboard geschenkt. Er entwickelte eine starke Leidenschaft für Surfen, Skateboarden sowie den Rock ’n’ Roll. 
1972 kam Alva mit Sportlern wie Jay Adams und Stacy Peralta in das bekannte Zephyr Team. Nach dem großen Erfolg des Teams bei seinem Debüt im Jahr 1975 startete Alva eine steile Karriere. Nachdem die „Z-Boys“, wie das Team auch genannt wurde, bald durch die Industrie zerstört wurde, unterschrieb er bei anderen Firmen und gründete im Alter von 19 Jahren sein eigenes Skateboard-Unternehmen Alva Skateboards. Er galt als exzentrisches und egoistisches Ausnahmetalent, dem zu diesem Zeitpunkt in den Wettbewerben kaum jemand gewachsen war. 
Vor allem die Dogtown Articles im Skateboarder Magazine von Craig Stecyk ließen ihn zu einer Legende in seinem Sport werden und er bekam bald den Spitznamen Mad Dog. Er stieg zum ersten großen Skateboard-Star der Geschichte auf, der weltweite Popularität genoss und die öffentliche Wahrnehmung der Disziplin maßgeblich veränderte. Tony Alva gewann 1977 den World Overall Professional Skateboard Championship.
Anfang der 1980er Jahre formte TA, wie er auch oft genannt wird, die bekannte Alva Posse und sponserte besonders innovative Skater wie Christian Hosoi, Ray Barbee, Mark Gonzales, Dave Duncan, Eddie Reategui, John Thomas, Jeff Hartsel, Craig Johnson, Bill Danforth, Fred Smith III und Jim Murphy.

## Spätere Karriere

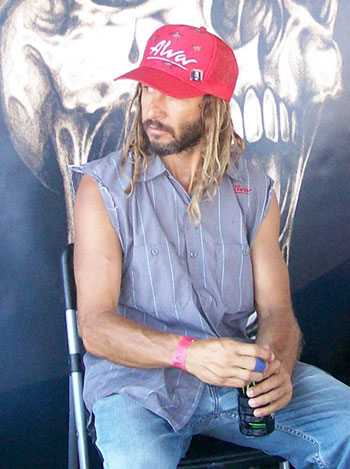
Tony Alva (ca. 2000er)

1999 bekam er im Rahmen der 99' X-Games den „X Games Life Time Achievement Award“ von Tony Hawk überreicht. Ein Jahr darauf erhielt er den „Legend Award“ des Transworld Skateboard Magazine.
Im Jahr 2001 war er ein wichtiger Teil von Stacy Peraltas Dokumentarfilm Dogtown & Z-Boys, in dem er in Interviews über die Entstehung des Skateboardens zu Zeiten der Z-Boys sprach. 2005 war er bei dem Spielfilm Lords of Dogtown als Berater und Stuntkoordinator für die Skateszenen tätig.

## Trivia
Alva gilt als der erste Skateboarder, der einen richtigen Air (das heißt, das gesamte Brett ist in der Luft) gestanden hat.
Er war der erste Skateboarder, der sich und seinen Namen erfolgreich vermarkten konnte. Alva besitzt immer noch die „Tony Alva Skateboard Company“ in Oceanside, Kalifornien.
Er ist der eigentliche Erfinder des Vert-Skatens und entwickelt ständig neue Technologien, um diese Disziplin voranzutreiben.
Nach eigenen Angaben skatet und surft Alva fast jeden Tag.
Neben einigen anderen musikalischen Aktivitäten war Alva 1987 kurzzeitig Bassist der Hardrock-Band Junkyard.